# Yiğithan Güveli
Yiğithan Güveli (* 16. Mai 1998 in Derince) ist ein türkischer Fußballspieler, der bei Yeni Malatyaspor unter Vertrag steht. Er ist als Innenverteidiger aktiv.

## Karriere
Im Alter von acht Jahren fing er mit den Fußballspielen an. Zuerst spielte er in dem türkischen Verein Derince Belediye Demirspor. Zwei Jahre später wechselte er zum Traditionsverein Fenerbahçe Istanbul. Im Jahr 2017 rückte er in die Profikader von Fenerbahçe Istanbul auf. Er feierte sein Debüt beim 3:1-Sieg gegen Adanaspor.